# Nosedive
"Nosedive" é o primeiro episódio da terceira temporada da série antológica de ficção científica britânica Black Mirror. Estrelado por Bryce Dallas Howard, Alice Eve, Cherry Jones e James Norton, o episódio se passa em um futuro onde uma menina se torna impopular na mídia social. Michael Schur e Rashida Jones escreveram o roteiro para o episódio, baseado em uma história do criador da série e showrunner Charlie Brooker. O episódio estreou na Netflix no dia 21 de outubro de 2016.

## Enredo
Lacie Pound (Bryce Dallas Howard) vive em um mundo onde as pessoas podem avaliar popularidades com cinco estrelas. Lacie, que é obcecada por ser bem recebida, começa o episódio com um índice de aprovação em torno de 4.2. Ela mora com seu irmão Ryan (James Norton), que tem um índice de aprovação inferior e não se preocupa com isso. Seu arrendamento está expirando, e Lacie está ansiosa para se mudar para o luxuoso Pelican Cove, contra o conselho de seu irmão. A fim de ser capaz de ter recursos para viver lá, deve decidir entre pagar uma renda exorbitante ou ganhar um desconto, caso ela possua uma avaliação de 4.5 ou acima.
Naomi (Alice Eve), uma fútil e superficial amiga de infância de Lacie, pede a ela para ser sua dama de honra em seu casamento. Naomi tem uma classificação de 4.8 e muitos amigos seus que possuem uma "classificação alta" vivem em uma ilha particular, e devido a essa diferença social, não tem um relacionamento próximo com Lacie. Lacie acredita que se entregar um discurso de dama de honra perfeito, sua classificação será elevada até os 4.5 que ela precisa. Ela vai para o aeroporto para viajar para o casamento, mas seu voo original é cancelado. O único assento disponível é em um voo de categoria elevada, reservado para passageiros classificados em pelo menos 4.2, mas devido a uma discussão com Ryan sobre Pelican Cove e vários encontros infelizes com estranhos aleatórios, sua classificação caiu de 4.2 para 4,18. Ela se irrita pelo risco de perder a oportunidade de estar no casamento, e causa uma cena de frustração no aeroporto, e a segurança lhe dá uma punição de 24 horas que temporariamente baixa sua classificação para 3.1, muito abaixo da sua nota normal. Além disso, todos os votos negativos que ela recebe são duplamente multiplicados.
Tendo seu ranking bem mais baixo agora, Lacie só tem a opção de alugar um modelo de carro antigo para dirigir o percurso de nove horas até o casamento de Naomi. Quando seu carro elétrico fica descarregado, ela não pode carregá-lo novamente pois o carro é tão velho que sua bateria não é mais carregada na estação de carregamento. Lacie tenta pedir carona, mas os motoristas que passam se recusam a parar por causa de sua baixa classificação, e alguns também a negativam sem motivo, somente porque consideravam socialmente descortês estar caminhando sozinha pela rodovia. Eventualmente, ela consegue uma carona de uma motorista de caminhão, Susan (Cherry Jones), que apesar de ter uma nota absurdamente baixa e assustar Lacie com isso, na verdade é uma pessoa muito mais verdadeira e espontânea do que todos que viviam se preocupando com suas classificações. Susan revela que ela também estava obcecada com classificações até que seu marido não recebeu um tratamento de câncer vital porque ele era um 4.3 ao invés de um 4.7.
Lacie encerra a carona com Susan, que dá de presente a ela uma garrafa de uísque. Sem ter como chegar ao casamento por meios próprios, Lacie finge ser fã de uma série de televisão popular depois de ouvir uma conversa no banheiro. Enquanto viajava de carona num motorhome com os outros fãs da série, Naomi liga para Lacie e diz que ela não é mais bem-vinda no casamento devido à sua classificação, que caiu para 2.6. Enfurecida, Lacie confessa que não é fã da série. Depois de ser expulsa do motorhome no meio da estrada, ela grita que espera que a série seja cancelada. Depois de perder sua compostura e de beber da garrafa de uísque, ela persiste e decide ir de qualquer maneira ao casamento. Durante sua jornada, ela sofre um leve acidente que suja completamente suas roupas de lama, perdendo sua aparência normal. Ela então se infiltra na ilha particular, já que sua classificação é muito baixa para entrar oficialmente, e consegue roubar o microfone no casamento. Lacie prontamente executa seu discurso de forma desesperada, e começa a dizer pela primeira vez coisas que realmente sentia, em vez de tentar impressionar as pessoas para conseguir uma boa classificação. Quando Naomi decide interromper o discurso de Lacie, todos os convidados começam a negativá-la. Em pânico, ela de repente ameaça o novo marido de Naomi, Paul (Alan Ritchson), com uma faca quando ele tenta pegar o microfone. Eventualmente, Lacie é detida, presa e tem a tecnologia para ser classificada (lentes de contato eletrônicas e um celular) confiscada. Enquanto está em sua cela de prisão, Lacie começa a trocar insultos com um prisioneiro (Sope Dirisu), e sua raiva mútua se transforma em deleite mútuo à medida que cada um percebe que agora está livre para falar o que quiser sem medo.

## Produção
O episódio é baseado em uma ideia do criador da série, Charlie Brooker, que escreveu um esboço de três páginas com Schur e Jones encorajados a escrever um roteiro "cômico e sombrio".

## Recepção da crítica
O episódio foi recebido com críticas positivas. Benjamin Lee do The Guardian observou que o episódio "consegue criar um mini-universo crível e esteticamente impressionante sem a necessidade de uma exposição cansativa". Além disso, Adam Chitwood do Collider notou que o "mundo exuberante e mordazmente hilariante script de 'Nosedive' traz alguns muito bem-vindos leviandades para o universo de Black Mirror". Matt Fowler da IGN, descreveu o episódio como "divertido e frustrante [mas] funciona bem quando você considera que os próximos dois episódios ficam muito mais aterrados e sombrios". Sophie Lee do The Atlantic comparou o episódio com o Peeple, um controverso aplicativo móvel. Outras análises compararam o episódio com outro que foi exibido anteriormente na série Community.
Por seu desempenho no episódio, Bryce Dallas Howard foi nomeada para o Prémio Screen Actors Guild de Melhor Atriz em Minissérie ou Telefilme.